# Utetheisa pulchra
Utetheisa pulchra là một loài bướm đêm thuộc phân họ Arctiinae, họ Erebidae.